# Электроника СС БИС
«Электроника СС БИС» — советская векторно-конвейерная суперЭВМ на больших интегральных схемах (БИС). Архитектурно сходна с линией Cray. Введена в опытную эксплуатацию в 1989 году.
В конце 1970-х группа специалистов ИТМиВТ перешла в НИИ «Дельта» МЭП. Коллектив, во главе с Владимиром Андреевичом Мельниковым, решал задачу о применимости матричных БИС для создания высокопроизводительных вычислительных систем. Постепенно, от исследований перешли к разработке принципиально новой векторно-конвейерной супер-ЭВМ, получившей название «Электроника СС БИС». С 1983 года работа поддерживалась новым академическим Институтом проблем кибернетики РАН, главой которого стал академик Мельников.
Когда решался вопрос о выборе архитектуры будущей машины, был проведён анализ существующих на то время машин подобного типа. Выбор остановился на линии Сеймура Крея, откуда были взяты лишь основные архитектурные идеи и добавлены собственные оригинальные решения. Например, в «Электронике СС БИС» удалось реализовать выполнение операции деления, тогда как в Cray-1 была реализована лишь операция по получению обратного числа (для реализации деления, его необходимо было умножить на делимое). Для распараллеливания обработки скаляров и векторов, были выделены функциональные устройства для обработки операций с плавающей запятой — отдельно для скаляров и для векторов.
Удачным решением было применение массовой памяти на полупроводниках, занимающей промежуточное положение между оперативной и внешней памятью — в ней хранились часто используемые файлы.
Изначально разработчики были поставлены в сложные условия. Было принято политическое решение разрабатывать компьютер на базе интегральных схем предыдущего поколения (И-200), тогда как конкурирующая разработка Эльбрус-3, а также ЕС ЭВМ четвёртой серии разрабатывались на базе более современных (И-300). Однако несмотря на это разработка была реализована в отличие от конкурентов.
В 1985 году относительно успешно (не была достигнута запланированная частота процессора) прошёл испытания опытный образец «Электроники СС БИС-1» с одним процессором, показав производительность в 250 MFLOPS. В 1989 году прошли испытания головного образца на тестах. В 1991 году состоялись испытания системы с первой версией операционной системы, были изготовлены и налажены четыре образца, началась их установка у заказчиков. Одна из машин была соединена в двухмашинный комплекс. Пиковая производительность системы в двухмашинном варианте составляла 500 MFLOPS. В том же году был разработан проект многопроцессорной системы «Электроника СС БИС-2» с производительностью до 10 GFLOPS. Проект предполагалось реализовать на более совершенных БИС (И-400 и возможно И-500, в случае её быстрого создания). За счёт этого предполагалось увеличение тактовой частоты и интегрированности систем. Кроме основных многопроцессорных машин в неё планировалось включить мониторные машины для управления системой подготовки задач, а также подсистему с массовым параллелизмом с глубиной 12 (по четыре исполнительных устройства на каждую операцию). Предполагалось достичь программной совместимости как с «СС БИС-1», так и с Cray X-MP и Cray Y-MP. В планы коллектива Института проблем кибернетики РАН входило создание неоднородной системы. Но в 1993 году, после смерти В. А. Мельникова, работы были прекращены.
Участвовавший в разработке инженер и разработчик микросхем Юрий Панчул охарактеризовал  проект  «… неудачей эпических масштабов — компьютер заработал только спустя 13 лет после своего заокеанского брата. До 1991 года было выпущено 4 экземпляра машины, которые оказались не нужными абсолютно никому.»